# (211) Isolda
(211) Isolda és un asteroide pertanyent al cinturó d'asteroides descobert el 10 de desembre de 1879 per Johann Palisa des de l'observatori de Pula (Croàcia).
Està possiblement nomenat per Isolda, un personatge de les llegendes artúriques.